# Armillo
Armillo est un jeu vidéo de plates-formes et de réflexion développé et édité par Fuzzy Wuzzy Games, sorti en 2014 sur Wii U.
Le jeu est également disponible gratuitement sur Steam.

## Développement
Armillo est développé par Fuzzy Wuzzy Games un studio canadien de développement indépendant. La bande-son du jeu est composée par Yanni Fyssas qui est aussi l'un des cofondateurs du studio.
Le jeu est présenté au cours de l'E3 2014.

## Accueil
- Canard PC : 4/10[3]
- Destructoid : 7,5/10[4]
- Gameblog : 5/10[5]
- OpenCritic : 76 %[6]